# Kościół ewangelicko-augsburski w Jaworzu
Kościół Ewangelicko-Augsburski w Jaworzu – ewangelicko-augsburski kościół parafialny mieszczący się w Jaworzu na ulicy pl. Kościelny 25.
Kościół powstał w latach 1782–1786 z fundacji Jerzego hr. Laschowskiego. Wieżę dodano w 1852 roku. W 1912 roku został przebudowany w stylu neoklasycystycznym przez Ludwika Kametza z Cieszyna.
Wewnątrz na uwagę zasługują: neoklasycystyczny ołtarz główny z figurami dwóch ewangelistów, ambona i pochodzący z końca XVIII wieku obraz „Ostatnia Wieczerza” Kramolina. Najciekawszym elementem wyposażenia jest jednak dzwon z 1794 r. ufundowany przez barona Arnolda Saint-Genois, ozdobiony herbami rodziny Saint Genois d’Anneaucourt oraz Nałęcz-Laschowskich. 
Na południowej elewacji kościoła widać herb Cesarstwa Austrii.
Obok kościoła znajdują się zabytkowe budynki dawnej szkoły ewangelickiej z ok. 1831 r. (obecnie dom parafialny) i plebanii z 1794 r. przebudowanej w 1868 r.

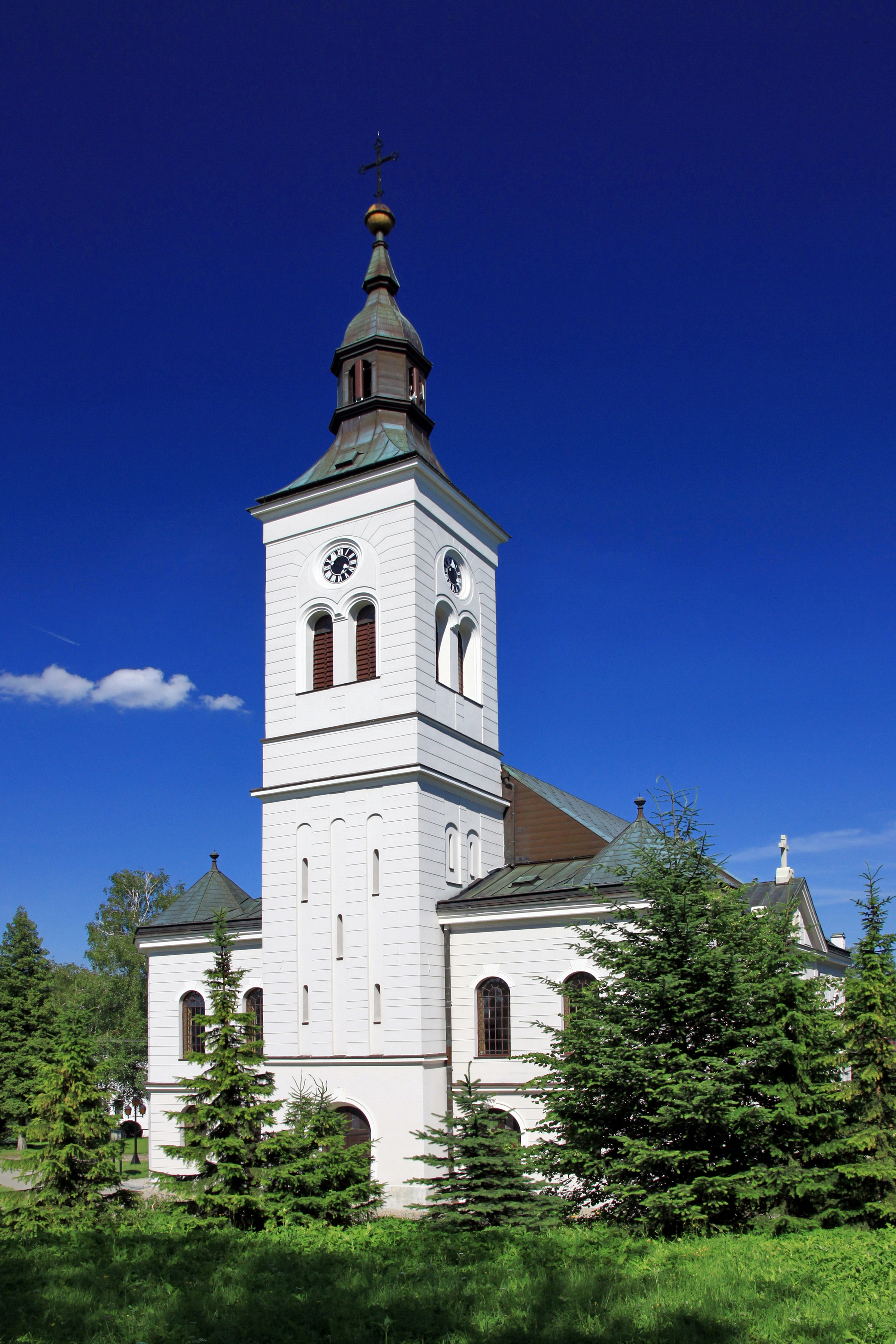
Zachodnia elewacja wraz z wieżą
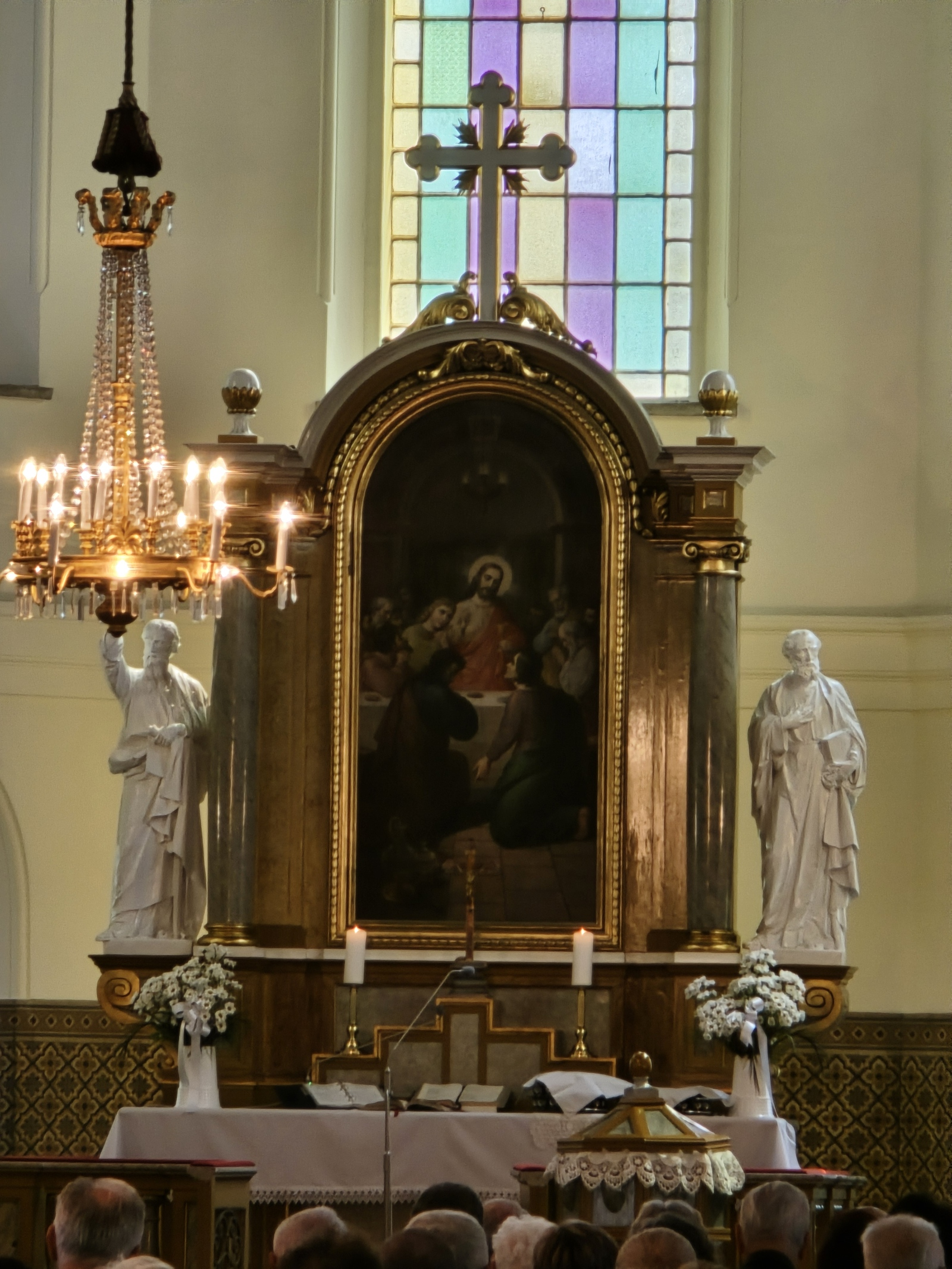
Ołtarz
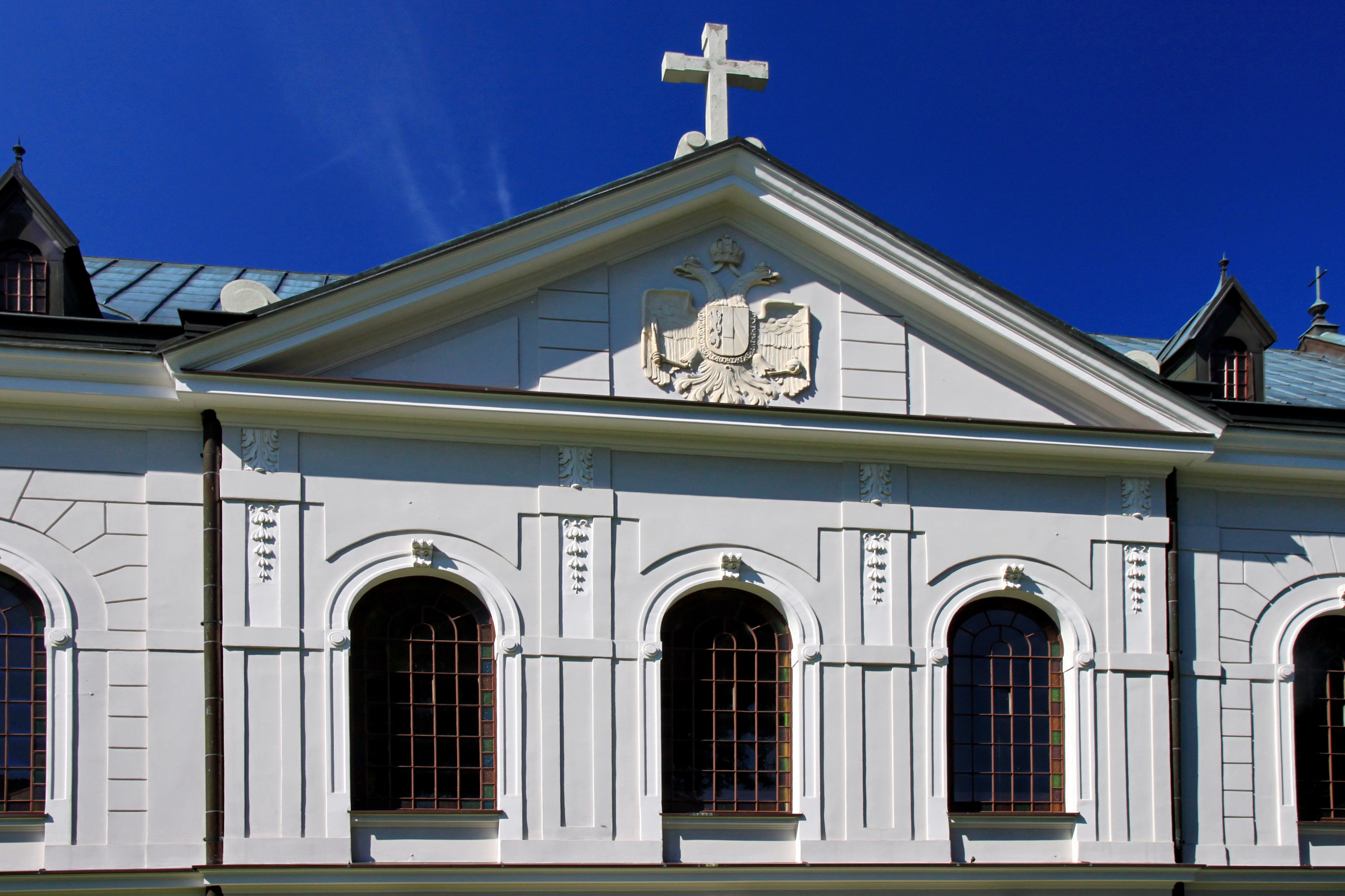
Południowa elewacja wraz z herbem Cesarstwa Austrii
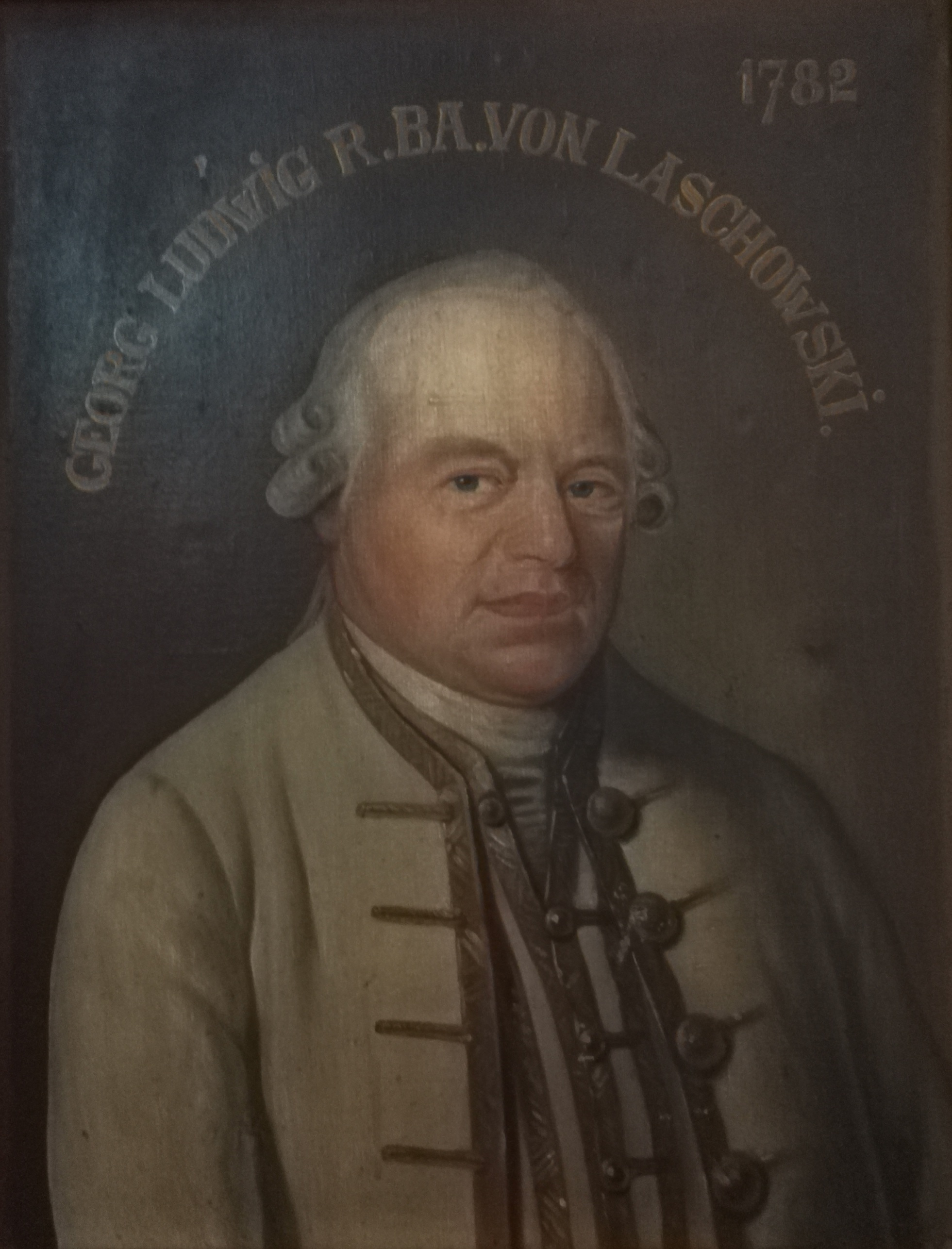
Jerzy hr. Laschowski
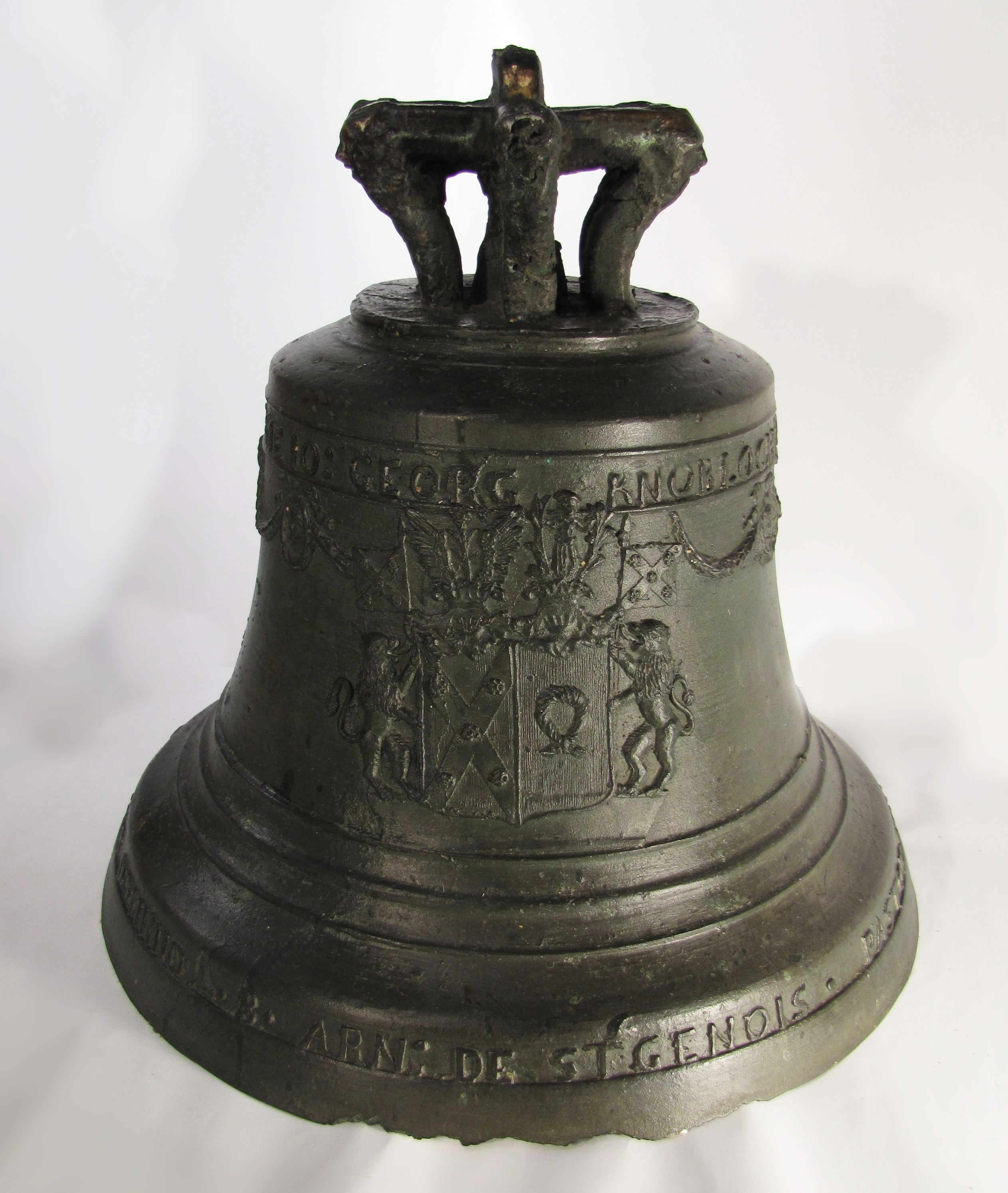
Dzwon z fundacji Arnolda Saint-Genois d’Anneaucourti jego żony Julii z Laszowskich dla kościoła ewangelickiego w Jaworzu 1794